# Blades of Time
Blades of Time (ブレイズ オブ タイム?, Bureizu obu Taimu) è un'avventura dinamica sviluppata da Gaijin Entertainment, pubblicata da quest'ultima per personal computer, da Konami e da Iceberg Interactive per personal computer esclusivamente in Europa, e distribuita da PlayStation Network, Xbox Live, Steam, Nintendo eShop e Humble Bundle tra il 2012 e il 2019.
Si tratta del seguito spirituale di X-Blades, della stessa azienda.

## Trama
Ayumi è un'abile guerriera, avventuriera e cacciatrice di tesori.
Accompagnata dall'amico Zero, Ayumi decide di teletrasportarsi su un'isola ricca di tesori e pericoli attraverso una sfera magica; qui la ragazza scopre che le forze dell'Ordine e del Caos si sono anticamente scontrate e che l'isola è abitata da creature mostruose e nasconde diversi segreti antichi. Inoltre, un esercito di soldati assetati di sangue guidato da Michel - collega e rivale di Ayumi - è sbarcato sull'isola.
Dopo aver scoperto di essere una discendente dei Draghi, Ayumi si fonde con lo Spirito del Drago e sconfigge momentaneamente il Custode del Caos al Tempio del Drago. Successivamente, la ragazza si separa dallo Spirito del Drago e affronta un potenziato Custode del Caos; sfinita dopo lo scontro, Ayumi osserva il Custode del Caos in fiamme, preparandosi a lasciare l'isola.

## Modalità di gioco
Il gioco è un'avventura dinamica con una visuale in terza persona.
Per avanzare nella partita, il giocatore deve risolvere enigmi e abbattere i nemici mentre esplora lo scenario. Il giocatore può avvalersi della Time Rewind: un'abilità utilizzabile solo quando si gioca singolarmente che consente alla protagonista di riavvolgere il tempo e di clonarsi, e che può essere usata per risolvere enigmi e combattere i nemici; l'abilità "Dash", invece, permette alla protagonista di spostarsi rapidamente, di trasportarsi sulle piattaforme, di schivare gli attacchi dei nemici e di avvicinarsi a loro tramite un raggio d'energia.
Mentre il giocatore progredisce nella partita, può sbloccare più di 40 set di abilità, attacchi e combo e incantesimi dell'Ordine e del Caos.
I progressi del giocatore vengono catalogati all'interno di un libro di Ayumi, nel quale vi sono informazioni sui nemici sconfitti, sugli artefatti trovati - reperibili negli ambienti e nelle casse - e sui luoghi esplorati.
Per orientarsi, Ayumi può sfruttare una bussola che punta sempre nella posizione d'interesse.
Ayumi può sfruttare un fucile per attaccare a distanza i nemici e distruggere oggetti; gli attacchi con le lame, invece, si dividono in attacchi leggeri e speciali e possono essere eseguiti anche in aria.
Per curarsi, Ayumi può sfruttare delle cure presenti in degli alloggiamenti sopra la barra di vitalità e i suoi movimenti e attacchi sono limitati dall'adrenalina - rappresentata da alloggiamenti sotto la barra di vitalità - rigenerabile automaticamente; gli attacchi leggeri consumano meno adrenalina degli attacchi speciali.
Il gioco può inoltre essere giocato in cooperativa o in pvp.

## Contenuto scaricabile
Il 21 aprile 2012 è stato pubblicato un DLC chiamato "Blades of Time: Dismal Swamp".

## Edizioni
Il 18 maggio 2012 è uscita l'edizione limitata del gioco, che include il gioco-base, la mappa "Sky Islands", il DLC, la colonna sonora completa, un artbook e un pacchetto di sfondi esclusivi per il desktop.

## Accoglienza
| Testata                          | Versione  | Giudizio |
| -------------------------------- | --------- | -------- |
| Metacritic (media al 12-07-2020) | PC        | 63/100   |
| Metacritic (media al 12-07-2020) | PS3       | 53/100   |
| Metacritic (media al 12-07-2020) | X360      | 52/100   |
| Metacritic (media al 12-07-2020) | Switch    | 38/100   |
| Destructoid                      | X360      | 6/10     |
| Electronic Gaming Monthly        | X360      | 6.5/10   |
| Eurogamer                        | X360      | 5/10     |
| Famitsū                          | PS3, X360 | 32/40    |
| Game Informer                    | PS3, X360 | 4.5/10   |
| GameSpot                         | PS3, X360 | 6/10     |

Il gioco ha ricevuto valutazioni prevalentemente medio-basse dalla critica specializzata e dai revisori.